# Сизигия (психология)
Сизигия (от др.-греч. σύ-ζῠγος, «сопряжение, соединение») — парная связь анима — анимус.
Карл Густав Юнг использовал это понятие в аналитической психологии. Он отмечал, что эта связь психологически определяется тремя элементами: женственностью, присущей мужчине, и мужественностью, свойственной женщине; переживаниями, которыми мужчина располагает к женщине и наоборот (здесь самую важную роль играют события раннего детства); и мужским, и женским архетипическим образом.
Юнг пришёл к заключению, что образы парной сизигии «мужского — женского» столь же универсальны, как и само существование мужчины и женщины. При этом он ссылался на повторяющийся мотив мужских-женских пар в мифологии и на понятия Инь и Ян в китайской философии.